# Боярышник ложночерноплодный
Боярышник ложночерноплодный (лат. Crataegus pseudomelanocarpa) — кустарник или небольшое дерево, вид рода Боярышник (Crataegus) семейства Розовые (Rosaceae).
В природе ареал вида охватывает ущелья Средней Азии (горы Туркмении) и Ирана.

## Ботаническое описание
Деревцо с светло-серыми ветвями и густо, почти войлочно, опушёнными молодыми побегами. Колючки прямые, длиной 0,5—2 см.
Листья светло-зелёные, длиной 14—35 мм, шириной 8—35 мм; у основания коротких побегов клиновидные или овально-клиновидиые, лишь на вершине неглубоко трёхлопастные или трёхнадрезные, остальные 5—7-лопастныв, овальные, с усечённым или округло-усечённым, реже округло-клиновидным основанием; на стерильных побегах листья более глубоко раздельные, при основании иногда почти рассечённые, цельнокрайные или выше середины с немногими зубчиками.
Соцветия густые, диаметром до 6 см, с шерстисто-опушёнными осями и почти голыми цветоножками. Цветки диаметром 9—12 мм, с белыми лепестками. Тычинок 20; столбиков 5.
Плоды шаровидные или коротко-эллипсоидальные, диаметром 7—8 мм, чёрные, без сизого налёта. Косточки в числе 4—5, трёхгранные, со спинной стороны слабо бороздчатые, с боков гладкие и с брюшной стороны килеватые.
Цветение в июне. Плодоношение в сентябре.

## Таксономия
Вид Боярышник ложночерноплодный входит в род Боярышник (Crataegus) трибы Pyreae подсемейства Спирейные (Spiraeoideae) семейства Розовые (Rosaceae) порядка Розоцветные (Rosales).
|  |                                      |  |                                                              |                                                              |                   |  | ещё 8 семейств (согласно Системе APG III) | ещё 8 семейств (согласно Системе APG III)    |                                              |  |  |  | ещё 7 триб (согласно Системе APG III)         | ещё 7 триб (согласно Системе APG III)         |  |  |  |  | ещё от 200 до 300 видов | ещё от 200 до 300 видов |
|  |                                      |  |                                                              |                                                              |                   |  | ещё 8 семейств (согласно Системе APG III) | ещё 8 семейств (согласно Системе APG III)    |                                              |  |  |  | ещё 7 триб (согласно Системе APG III)         | ещё 7 триб (согласно Системе APG III)         |  |  |  |  | ещё от 200 до 300 видов | ещё от 200 до 300 видов |
|  |                                      |  |                                                              | порядок Розоцветные                                          |                   |  |                                           |                                              | подсемейство Спирейные                       |  |  |  |                                               | род Боярышник                                 |  |  |  |  |                         |                         |
|  |                                      |  |                                                              | порядок Розоцветные                                          |                   |  |                                           |                                              | подсемейство Спирейные                       |  |  |  |                                               | род Боярышник                                 |  |  |  |  |                         |                         |
|  | отдел Цветковые, или Покрытосеменные |  |                                                              |                                                              | семейство Розовые |  |                                           |                                              | триба Pyreae                                 |  |  |  | вид Боярышник ложночерноплодный               |                                               |  |  |  |  |                         |                         |
|  | отдел Цветковые, или Покрытосеменные |  |                                                              |                                                              |                   |  |                                           |                                              |                                              |  |  |  |                                               |                                               |  |  |  |  |                         |                         |
|  |                                      |  | ещё 44 порядка цветковых растений (согласно Системе APG III) | ещё 44 порядка цветковых растений (согласно Системе APG III) |                   |  |                                           | ещё 8 подсемейств (согласно Системе APG III) | ещё 8 подсемейств (согласно Системе APG III) |  |  |  | ещё около 60 родов (согласно Системе APG III) | ещё около 60 родов (согласно Системе APG III) |  |  |  |  |                         |                         |
|  |                                      |  |                                                              | ещё 44 порядка цветковых растений (согласно Системе APG III) |                   |  |                                           |                                              | ещё 8 подсемейств (согласно Системе APG III) |  |  |  |                                               | ещё около 60 родов (согласно Системе APG III) |  |  |  |  |                         |                         |